# Tibiozus sixi
Tibiozus sixi är en mångfotingart som beskrevs av Demange 1975. Tibiozus sixi ingår i släktet Tibiozus och familjen Spirostreptidae. Inga underarter finns listade i Catalogue of Life.